# 1994년 동계 올림픽 트리니다드 토바고 선수단
1994년 동계 올림픽 트리니다드 토바고 선수단은 노르웨이 릴레함메르에서 개최된 1994년 동계 올림픽에 참가한 올림픽 트리니다드 토바고 선수단이다.

## 봅슬레이
- 그레고리 선 / 커티스 해리
  - 남자 2인승: 3:40.24 - 37위

## 참조
- 올림픽 공식 결과 보관됨 2012-02-04 - 웨이백 머신